# Півник і сонечко
«Півник і сонечко» — анімаційний фільм 1974 року Творчого об'єднання художньої мультиплікації студії Київнаукфільм, режисер — Борис Храневич.

## Над мультфільмом працювали
- Режисер: Борис Храневич
- Автор сценарію: Борис Храневич
- Композитор:
- Художник-постановник:
- Оператор: Анатолій Гаврилов
- Звукорежисер: Ірина Чефранова